# Torvströmossen (sumpmark, lat 60,48, long 26,08)
Torvströmossen är en sumpmark i Finland. Den ligger i Pernå i landskapet Nyland, i den södra delen av landet, 70 km nordost om huvudstaden Helsingfors.